# Jack Cutmore-Scott
Jack Cutmore-Scott (Londra, 16 aprile 1987) è un attore inglese.
Nel corso della sua carriera, ha interpretato ruoli da protagonista in opere come Deception e Bad Match.

## Biografia
Dopo aver studiato presso la London Academy of Music and Dramatic Art e aver conseguito un corso laurea in ambito umanistico presso l'università di Harward, Cutmore-Scott debutta come attore televisivo nel 2014. Precedentemente aveva già lavorato in ambito teatrale, iniziando di fatto la sua carriera come attore all'età di 20 anni.
Nel 2016 ottiene il suo primo ruolo da protagonista nella serie TV Come sopravvivere alla vita dopo la laurea. Nel 2017 recita da protagonista nel film Bad Match. Nel 2018 l'attore interpreta il ruolo del protagonista Cameron Black nella serie TV Deception, la quale va in onda per un'unica stagione sulla ABC. Negli anni successivi ottiene ruoli minori in opere di grande successo come la serie TV Hawaii Squadra Cinque Zero (Hawaii Five-O) e il film Tenet. 
Nel 2023 viene annunciata la sua partecipazione alla serie televisiva Frasier, revival dell'omonima serie degli anni '90.

## Filmografia

### Cinema
- Dunkirk, regia di Christopher Nolan (2017)
- Bad Match, regia di David Chirchrillo (2017)
- Hamlet 360: Thy Father's Spirit, regia di Steven Maler (2019)
- Tenet, regia di Chrisopher Nolan (2020)
- Oppenheimer, regia di Christopher Nolan (2023)

### Televisione
- Cabot College – Film TV, regia di Pamela Fryman (2014)
- The Go-Between – Film TV, regia di Pete Travis (2015)
- Come sopravvivere alla vita dopo la laurea – Serie TV, 13 episodi (2016)
- Deception – Serie TV, 13 episodi (2018)
- Magnum P.I. – Serie TV, 1 episodio (2018)
- Hawaii Five-0 – Serie TV, 1 episodio (2020)
- Frasier - serie TV (2023)
- Morte e altri dettagli (Death and Other Details) – serie TV, 10 episodi (2024)

## Doppiatori italiani
Nelle versioni in italiano delle opere in cui ha recitato, Jack Cutmore-Scott è stato doppiato da:
- Daniele Giuliani in Deception, Magnum P.I.
- Davide Perino in Come sopravvivere alla vita dopo la laurea
- Alessio Puccio in Hawaii Five-0
- Daniele Giuliani in Morte e altri dettagli
- Simone Marzola in Frasier
- Gabriele Vender in Bad Match